# Коновал
Конова́л — ветеринар-ремесленник, традиционно занимавшийся обслуживанием и лечением домашней скотины в русских деревнях.
Ныне его обязанности выполняет ветеринарный врач, однако существенным отличием коновалов являлось то, что они были самоучками, то есть не получали соответствующего систематического образования. Чаще всего искусство лечения домашних животных традиционно передавалось из поколения в поколение или же согласно традициям ученичества от коновала его помощникам.
Одной из основных обязанностей коновала было охолащивание (кастрация) самцов (быков, баранов, поросят и жеребцов). Основной причиной для выполнения такой операции было то, что охолощённые самцы были более спокойны, а также лучше набирали вес. С этой обязанностью связано и происхождение названия коновал: для осуществления кастрации животных (в частности, коня) их было необходимо уложить (повалить) на землю.
Как правило, коновалы ходили по деревням в окрестностях собственного места жительства, предлагая свои услуги. Из-за специфики ремесла, связанного с противостоянием воспроизводству жизни, работа коновалов обрастала мифами и небылицами мистического свойства.
В Российской империи XVIII—XIX веков под словом «коновал» официально понимали состоящих на государственной службе представителей ветеринарного персонала, которые окончили специальные учебные заведения.
В современном языке и в литературе слово «коновал» может употребляться в качестве оскорбительного по отношению к врачу или ветеринару, при этом подразумевается, что он не обладает должной квалификацией и плохо справляется со своими обязанностями.